# Andrássy Katinka
Csíkszentkirályi és krasznahorkai gróf Andrássy Katinka (Tiszadob, 1892. szeptember 21. – Antibes, Franciaország, 1985. június 12.) ragadványneve „a vörös grófnő”, Károlyi Mihály, a magyar népköztársaság első miniszterelnöke , majd köztársasági elnöke felesége, Andrássy Gyulának, a dualizmus első miniszterelnökének az unokája.

## Élete
Magyarország egyik legbefolyásosabb arisztokrata családjában nevelkedett: édesanyja vázsonykői és zicsi Zichy Eleonóra grófnő (Pest 1867. március 28. – Budapest, 1945. október 31.), édesapja Andrássy Tivadar gróf, (Párizs, 1857. június 10. – Budapest, 1905. május 13.) a dualista Magyarország első miniszterelnökének, majd az Osztrák–Magyar Monarchia közös külügyminiszterének, Andrássy Gyula grófnak fia volt. Testvérei:
- Ilona (Tőketerebes, 1886. május 22. – Petersburg (ma Wilmot), Ontario, Kanada, 1967. augusztus 21.; 1.férje: (Budapest, 1909. január 23-tól galántai gróf Esterházy Pál (1883. július 28. – 1915. június 26.); 2.férje: (Budapest, 1917. február 17-től) dénesfalvai és ciráki gróf Cziráky József (1883. június 11. – 1960. augusztus 10.)
- Borbála (Barbara Mária Teodóra), (Budapest, 1890, január 9. – Montréal, Kanada, 1968. augusztus 18.; férje: (Budapest, 1911. január 30-tól Pallavicini György (Budapest, 1881. december 5. – Budapest, 1946, január 4.)
- Klára (Kája), (Budapest, 1898. január 18. – Dubrovnik, 1941. április 12.; kommunista forradalmár. Miután belépett a csehszlovák kommunista pártba, és szabotázsakciókat szervezett német vasúti és közúti szállítmányok ellen, 1941-ben Dubrovnikban halálos bombatalálat érte. Mindkét lábát le kellett vágni, mielőtt belehalt sebesüléseibe. Házasságkötése: Polgárdi, 1921. október 5., válása: 1929, férje herceg szerémi Odescalchi Károly volt (Szolcsány, 1896. szeptember 19. – London, 1987. április 10.).

Édesapja korai halála (1905) után nagybátyjuk, ifj. Andrássy Gyula, bel- és külügyminiszter nevelte fel őket, miután 1909-ben feleségül vette özvegy édesanyjukat.
Rideg, ám igencsak előkelő neveltetésben részesült: angol, francia és német nevelőnők gondoskodtak arról, hogy Katinka a lehető legjobban elsajátíthassa a társadalmi rangjának megfelelő etikettet és nem utolsósorban a társasági élethez szükséges három idegen nyelvet. Ateista, ugyanakkor rendkívül tekintélytisztelő családi környezetben nőtt fel, ahol sokszor kegyetlen, nem ritkán fizikai fenyítéssel tarkított nevelési módszerek mellett, a katonásan, percre beosztott napirend volt a megszokott. Édesanyja a lányai számára engedélyezett regényekben cérnával összevarrta azokat az oldalakat, amelyekben a leghalványabb utalást is talált a testi szerelemre.
Tizenhat éves kamaszlányként, szüleivel állandó harcban állt, lázongó kislány volt, mindig hősiesebb életre vágyott. Ennek ellenére egyedül nem léphetett ki szülei jóváhagyása nélkül a Margit rakparti Andrássy-palotából. Párizsban tartózkodó anyjától, Zichy Eleonóra grófnőtől táviratban kellett engedélyt kérnie, hogy átmehessen a Lánchídon ismerősének ajándékot vásárolni. Enélkül egyetlen nevelőnő sem merte elkísérni őt, de anyja végül is megadta az engedélyt.
1914. november 7-én, Budapesten hozzáment a nála jóval idősebb Károlyi Mihály grófhoz, és ezzel egyszerre az országos politika kellős közepében találta magát, s mivel felnézett férjére, szinte istenítette őt, egy csapásra magáévá tette annak politikai nézeteit. Ettől fogva megvetette az úri Magyarországot, és gyűlölettel tekintett saját osztályára, az arisztokráciára is. Rajongott a munkásosztályért, amelyben az igazi szocializmus megteremtésének lehetőségét látta, bár ő maga a második világháború alatti mentőautó-sofőrködést leszámítva sohasem végzett fizikai munkát, hacsak a rövid párizsi modellkedést nem tekintjük annak.
Három gyermeke született: Éva, Ádám és Judit.

## Emigrációban

1978-ban (Csigó László felvétele)

1919. március 23-án szakított szülei családjával, és követte férjét Ausztriába. Az emigrációban töltött évek alatt Katinka és férje bejárta a teljes nyugati világot. Arisztokrata származásukra és politikai múltjukra való tekintettel mindenki szívesen fogadta őket. Katinka 1924-ben rész vett egy amerikai előadókörúton, majd Párizsba ment, ahol megismerkedett Georges Braque-kal, Miguel de Unamunóval, Romain Rolland-nal, André Gide-del, majd folytatva útját; Londonba érkezett, ahol Bertrand Russell-lel és Sidney Webb-bel kötött barátságot. Személyes ismeretségbe került Arthur Koestlerrel, George Orwell-lel és Jan Masarykkal is. Férjével együtt bekapcsolódott a társutas szalonok életébe. A Károlyi házaspár maga is társutas lett, és aktív segítséget nyújtott a szovjet propagandagépezetnek. Rendszeresen írtak cikkeket a kor igen befolyásos divatdiktátora, Lucien Vogel által elindított párizsi Vu magazin számára, amely a sztálini Szovjetunió szócsöve lett. Vogel fényűző vidéki rezidenciájában erotikus fűtöttségéről is híres nemzetközi szalont működtetett, amely nyitva állt vezető sztálinista értelmiségiek, divatos baloldaliak, kalandorok és kémek előtt egyaránt. Katinkáék is gyakorta megfordultak ott. A magazin szervezésében és felkérésére a harmincas évek elején két hónapos körutazást tettek a Szovjetunióban.

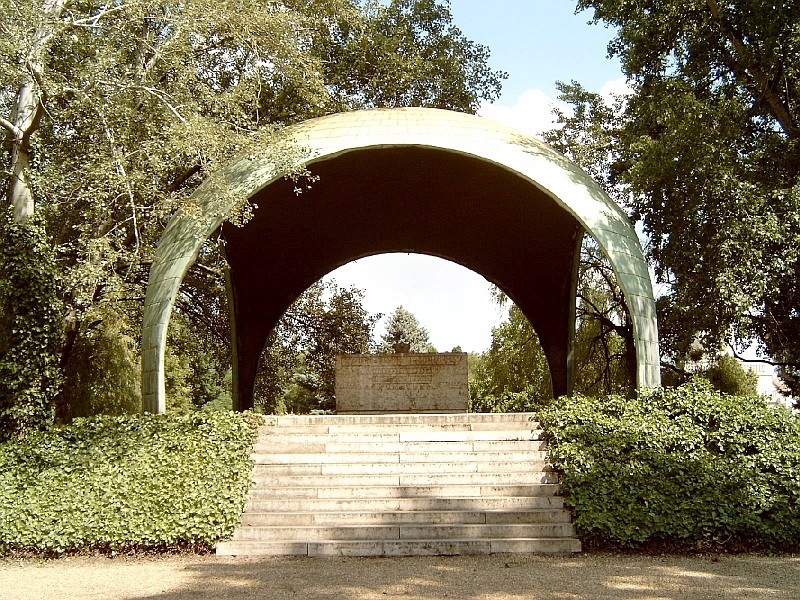
Károlyi Mihályné Andrássy Katinka grófnő és Károlyi Mihály gróf síremléke Budapesten, Kerepesi temető: Károlyi-mauzóleum. Skoda Lajos építész műve

Moszkvában részt vettek a Bernard Shaw 75. születésnapjára rendezett ünnepségen, látogatást tettek Gorkiban Lenin özvegyénél és nővéreinél, elutaztak Leningrádba, Sztálingrádba, majd a Fekete-tengerhez, Grúziába. Katinka 1933-ban rövid időre Németországban is megfordult, hogy teljesítse Willi Münzenbergtől, az akkor még Sztálinhoz hű propagandaügynöktől kapott feladatot: kalandos és nem éppen veszélytelen körülmények között ő csempészte ki Berlinből azokat a dokumentumokat, amelyek lehetővé tették az SA rémtetteinek leleplezésére szolgáló ún. Barna Könyv párizsi kiadását. Cambridge-ben és Londonban pedig, szintén Münzenberg megbízásából, baloldali érzelmű professzoroktól és diákoktól gyűjtött pénzt annak az ellentárgyalásnak a megrendezéséhez, amely arra volt hivatott, hogy a Reichstag felgyújtásával vádolt három bolgár Komintern-vezető (Dimitrov és társai) ártatlanságát bizonyítsa.
1935-től Svájcban éltek. A második világháborút, a nagy légi csatával együtt a Károlyi-házaspár már Londonban vészelte át, ahol Katinka újságoknál dolgozott. 1946-ban rövid időre hazatértek, majd Károlyi franciaországi követi megbízatása idején Párizsban éltek. Férje lemondása után, 1949-ben a dél-franciaországi Vence-ban telepedtek le. Károlyi 1955. március 20-án meghalt, férje halála után repülőleckéket vett Cannes-ban, majd egy szicíliai kirándulást követően hosszú körutazáson vett részt Afrikában. 1963-ban hazatért. Vence-ban művészeti alkotótábort alapított férje emlékére. 1985. június 12-én halt meg, a franciaországi Antibes-ben. Kívánsága szerint hamvai magyar földben nyugszanak.

## Emlékezete
- Önéletrajzi visszaemlékezései két kötetben jelentek meg Együtt a forradalomban (Bp., 1967) és Együtt a száműzetésben Bp., 1969) címmel. Ezen kívül kiadta Károlyi Mihály utolsó művét, a Hit, illúziók nélkül című könyvet. Megjelent Otthonaim (Bp., 1978) című könyve is.
- Andrássy Katinka Alapfokú Művészetoktatási Intézmény, Tiszanagyfalu
- Életéről A vörös grófnő címmel Kovács András 1984-ben rendezett filmet (1985-ben mutatták be), amelyben Andrássy Katinkát Básti Juli, férjét, Károlyi Mihályt pedig Bács Ferenc formálta meg.

## Származása
| csíkszentkirályi és krasznahorkai gróf Andrássy Katinka (Tiszadob, 1892. szeptember 21.– Antibes, 1985. június 12.) | Apja: csíkszentkirályi és krasznahorkai gróf Andrássy Tivadar (Párizs, 1857. július 10.– Budapest, 1905. május 13.) szabadelvű politikus, festőművész | Apai nagyapja: csíkszentkirályi és krasznahorkai gróf Andrássy Gyula (Oláhpatak, 1823. március 8.– Volosca, 1890. február 18.) magyar miniszterelnök | Apai nagyapai dédapja: csíkszentkirályi és krasznahorkai gróf Andrássy Károly (Rozsnyó, 1792. február 29.– Brüsszel, 1845. augusztus 3.) császári és királyi kamarás |
| csíkszentkirályi és krasznahorkai gróf Andrássy Katinka (Tiszadob, 1892. szeptember 21.– Antibes, 1985. június 12.) | Apja: csíkszentkirályi és krasznahorkai gróf Andrássy Tivadar (Párizs, 1857. július 10.– Budapest, 1905. május 13.) szabadelvű politikus, festőművész | Apai nagyapja: csíkszentkirályi és krasznahorkai gróf Andrássy Gyula (Oláhpatak, 1823. március 8.– Volosca, 1890. február 18.) magyar miniszterelnök | Apai nagyapai dédanyja: szapári, muraszombati és széchyszigeti gróf Szapáry Etelka (Sopron, 1798. szeptember 26.– Szöllőske, 1876. november 10.)                     |
| csíkszentkirályi és krasznahorkai gróf Andrássy Katinka (Tiszadob, 1892. szeptember 21.– Antibes, 1985. június 12.) | Apja: csíkszentkirályi és krasznahorkai gróf Andrássy Tivadar (Párizs, 1857. július 10.– Budapest, 1905. május 13.) szabadelvű politikus, festőművész | Apai nagyanyja: malomvízi gróf Kendeffy Katinka (Kolozsvár, 1830 – Budapest, 1896. május 14.)                                                        | Apai nagyanyai dédapja: malomvízi gróf Kendeffy Ádám (1795 – Kolozsvár, 1834. február 12.) erdélyi szabadelvű politikus                                              |
| csíkszentkirályi és krasznahorkai gróf Andrássy Katinka (Tiszadob, 1892. szeptember 21.– Antibes, 1985. június 12.) | Apja: csíkszentkirályi és krasznahorkai gróf Andrássy Tivadar (Párizs, 1857. július 10.– Budapest, 1905. május 13.) szabadelvű politikus, festőművész | Apai nagyanyja: malomvízi gróf Kendeffy Katinka (Kolozsvár, 1830 – Budapest, 1896. május 14.)                                                        | Apai nagyanyai dédanyja: bethleni gróf Bethlen Borbála (1800 – Budapest, 1880. március 30.)                                                                          |
| csíkszentkirályi és krasznahorkai gróf Andrássy Katinka (Tiszadob, 1892. szeptember 21.– Antibes, 1985. június 12.) | Anyja: zicsi és vázsonykői gróf Zichy Eleonóra (Pest, 1867. március 28.– Budapest, 1945. november 1.)                                                 | Anyai nagyapja: zicsi és vázsonykői gróf Zichy Rudolf (Buda, 1833. június 11.– Kassa, 1893. január 14.) főispán                                      | Anyai nagyapai dédapja: zicsi és vázsonykői gróf Zichy Károly (Bécs, 1778. június 20.– Buda, 1834. december 15.) főispán, tárnokmester                               |
| csíkszentkirályi és krasznahorkai gróf Andrássy Katinka (Tiszadob, 1892. szeptember 21.– Antibes, 1985. június 12.) | Anyja: zicsi és vázsonykői gróf Zichy Eleonóra (Pest, 1867. március 28.– Budapest, 1945. november 1.)                                                 | Anyai nagyapja: zicsi és vázsonykői gróf Zichy Rudolf (Buda, 1833. június 11.– Kassa, 1893. január 14.) főispán                                      | Anyai nagyapai dédanyja: gróf Seilern-Aspang Crescence (Brünn, 1799. május 13.– Kiscenk, 1875. július 30.)                                                           |
| csíkszentkirályi és krasznahorkai gróf Andrássy Katinka (Tiszadob, 1892. szeptember 21.– Antibes, 1985. június 12.) | Anyja: zicsi és vázsonykői gróf Zichy Eleonóra (Pest, 1867. március 28.– Budapest, 1945. november 1.)                                                 | Anyai nagyanyja: pécsújfalusi gróf Péchy Jacqueline (Boldogkőváralja, 1845. január 13.– Kassa, 1915. március 27.)                                    | Anyai nagyanyai dédapja: pécsújfalusi gróf Péchy Manó (Boldogkőváralja, 1813. október 31.– Boldogkőváralja, 1889. július 24.) főispán, erdélyi kormányzó             |
| csíkszentkirályi és krasznahorkai gróf Andrássy Katinka (Tiszadob, 1892. szeptember 21.– Antibes, 1985. június 12.) | Anyja: zicsi és vázsonykői gróf Zichy Eleonóra (Pest, 1867. március 28.– Budapest, 1945. november 1.)                                                 | Anyai nagyanyja: pécsújfalusi gróf Péchy Jacqueline (Boldogkőváralja, 1845. január 13.– Kassa, 1915. március 27.)                                    | Anyai nagyanyai dédanyja: széplaki és enyiczkei gróf Meskó Zenaide (Kassa, 1823. szeptember 10.– Kassa, 1861. április 23.)                                           |